# Pycnophallium caletoides
Pycnophallium caletoides är en fjärilsart som beskrevs av Riley 1945. Pycnophallium caletoides ingår i släktet Pycnophallium och familjen juvelvingar. Inga underarter finns listade.